# Первиннотрахейні
Первиннотрахе́йні або оніхофо́ри (Onychophora, Protracheata) — тип двобічно-симетричних тварин, найчастіше наземного способу життя, з сегментованим тілом, що нагадують членистоногих, кільчастих червів та гусінь. Відомо близько 110 сучасних видів з одного класу, розділених на 2 родини та 10 родів. Трапляються в багатьох тропічних та субтропічних регіонах по всьому світу, включаючи Мексику, Центральну та Південну Америку, Африку, Австралію та Нову Зеландію. Сучасні види мають доволі малі розміри, лише один вид сягає більше 20 см завдовжки.

## Походження
Вважається, що оніхофори близькі до членистоногих. Будова їхнього мозку схожа на таку у павуків, що, можливо, вказує на близькість оніхофор з павуками, хоча цьому суперечать дані молекулярного аналізу. Викопні морські оніхофори відомі з нижнього кембрію — Aysheaia, Hallucigenia — та з пізнього докембрію — Xenusion. Відомо небагато викопних наземних видів: Helenodora inopinata — вид з Іллінойсу (США), Cretoperipatus burmiticus з М'янми, ще декілька третинних видів знайдено в карибському бурштині.
Подібність оніхофор та гусениць не є простим збігом. Як і в більшості тварин, вважається, що личинки метеликів виявляють, хоча і не повною мірою, попередні еволюційні стадії. Вважається, що комахи пішли від сегментованих червів, подібних до гусениць та оніхофор. Взагалі, будова личинкових стадій комах часто використовується для реконструкції можливого пращура комах.

## Будова тіла
Тіло не чітко поділяється на голову з вусиками і довгий тулуб без границь між сегментами, але з парними кінцівками примітивної будови з присосками/голочками. Зовнішній хітиновий скелет відсутній, є шкірно-м'язовий мішок, який складається з гладких м'язів. Порожнина тіла змішана – міксоцель. Незамкнена кровоносна система представлена лежачим на спинній стороні тіла серцем з метамерними остіями. Органи виділення представлені майже у всіх сегментах метамерними целомодуктами.  Дихання проходить за допомогою повітроносних трубочок – трахей. До типу Onychophora належить один клас – Первиннотрахейні (Protracheata).  
Оніхофори без сумніву беруть початок від сегментованих тварин, в подальношу від яких пішли всі членестоногі, але вони втратили явну сегментацію, і лише голова ясно розділена на три сегменти. На першому сегменті голови знаходиться пара вусиків та зазвичай пара очей. Другий сегмент несе рот. На відміну від членистоногих оніхофори не мають твердого зовнішнього скелету. Їхня кутикула вкрита густими волосками (папіллами), що надає їм вигляду вельвету. Час від часу оніхофори линяють, що дозволяє їм збільшувати розміри тіла. Хоча на тілі оніхофор є декілька десятків ніг, їх не можна назвати по-справжньому сегментованими тваринами, як, наприклад, кільчастих червів. Справжній целом, такий як у членистоногих, знаходиться майже повністю в гонадних порожнинах. Гемоцель подібний до гемоцелю членистоногих, розділений на синуси, включаючи дорсальний перикардиальний синус. Вся структура підтримується кров'ю, яка нагнітається серцем. Ніжки закінчуються хітиновими кігтями та ходульними подушечками, за допомогою яких ці тварини пересуваються по рівній поверхні. Оніхофори дихають за допомогою трахей, які знаходяться на тілі і завжди відкриті. Через це всі відомі види населяють вологі місця, щоб запобігти висиханню.

## Поведінка

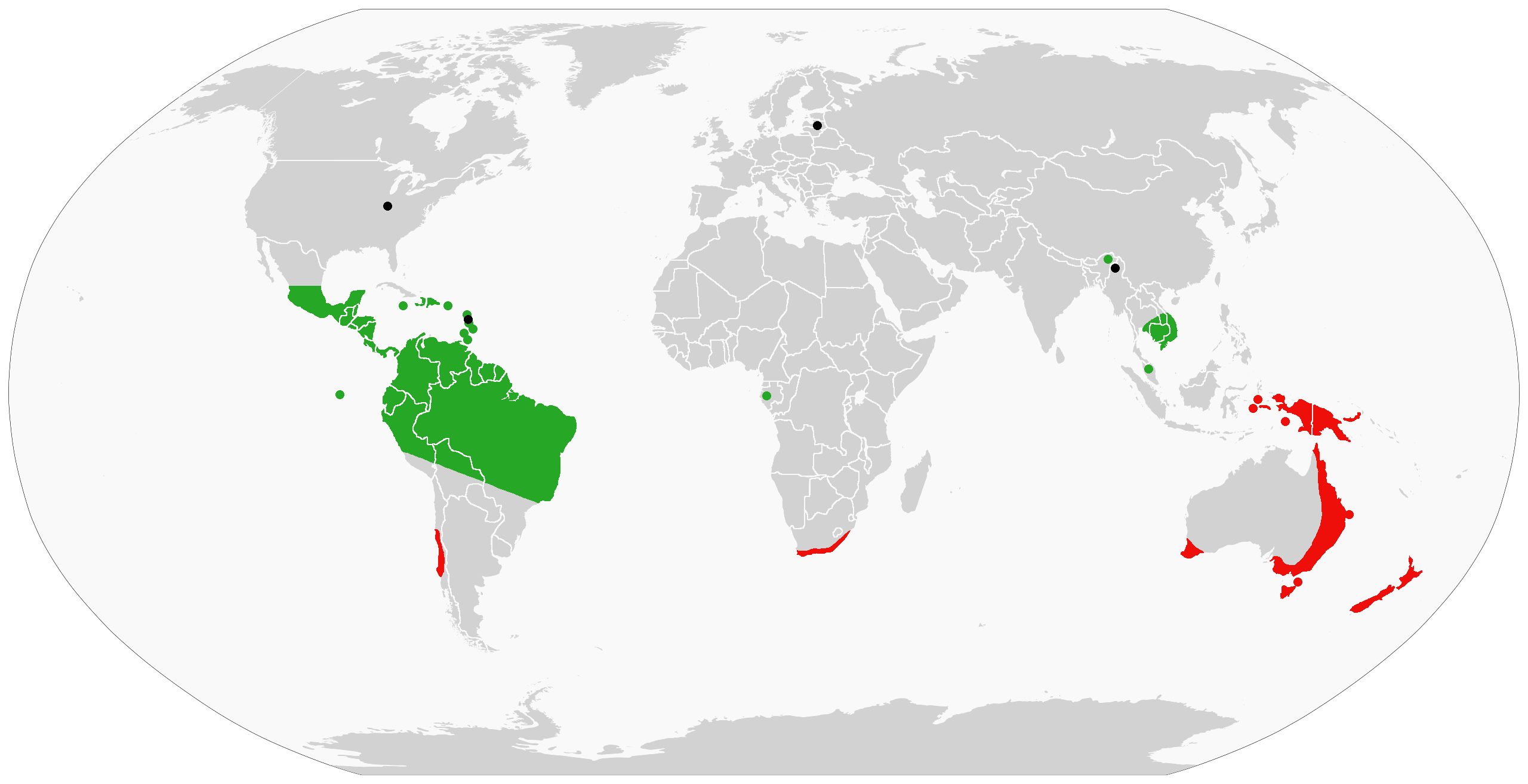
Розповсюдження оніхофор: Peripatidae (зеленим), Peripatopsidae (червоний)

Сучасні оніхофори — хижаки, здатні знерухомлювати тварин, що в декілька разів більші за них, за допомогою клейкої речовини, що продукується залозами, які знаходяться в голові. Здатні знерухомлювати здобич на відстані до 30 см. Кількість клейкої речовини може сягати 10 % маси тіла.
В оніхофор доволі незвичний спосіб передачі сперматозоїдів. Самець прикріплює пакет зі сперматозоїдами (сперматофор) до самки, причому в самиці немає якогось спеціального місця для прикріплення. Тканина, яка розташована під сперматофором розчиняється, сперматофор теж розчиняється, і сперматозоїди через гемоцель досягають яєчників.